# 西南群島 (印度尼西亞)
西南群島是印度尼西亞馬魯古省的群島，構成摩鹿加群島最西南端的部分，位於首府安汶西南方，最大的島嶼是韋塔島。西南群島和班達群島屬於火山島弧的一部分，由印度-澳洲板塊和歐亞大陸板塊擠壓形成。行政上由西南马鲁古县管理。